# Conrad Warner
Conrad Warner (Cripplegate, 14 aprile 1850 – New York, 10 aprile 1890) è stato un dirigente sportivo e calciatore inglese, di ruolo portiere.

## Biografia
Proveniente da una famiglia aderente al quaccherismo, studiò presso la Grove House School, istituto quacchero di Tottenham. Divenne calciatore dell'Upton Park, sodalizio di cui fu dapprima capitano e dalla metà degli anni 1880 presidente.
Morì a New York, città in cui si era recato per affari, a causa di una polmonite.

## Carriera

### Club
Militò calcisticamente nell'Upton Park, di cui fu anche il capitano ed il presidente.

### Nazionale
Warner vestì la maglia della nazionale inglese di calcio il 2 marzo 1878 contro la Scozia, incontro terminato 7 a 2 a favore dei caledonici.

## Statistiche

### Cronologia presenze e reti in Nazionale
| Cronologia completa delle presenze e delle reti in nazionale ― Inghilterra | Cronologia completa delle presenze e delle reti in nazionale ― Inghilterra | Cronologia completa delle presenze e delle reti in nazionale ― Inghilterra | Cronologia completa delle presenze e delle reti in nazionale ― Inghilterra | Cronologia completa delle presenze e delle reti in nazionale ― Inghilterra | Cronologia completa delle presenze e delle reti in nazionale ― Inghilterra | Cronologia completa delle presenze e delle reti in nazionale ― Inghilterra | Cronologia completa delle presenze e delle reti in nazionale ― Inghilterra |
| Data                                                                       | Città                                                                      | In casa                                                                    | Risultato                                                                  | Ospiti                                                                     | Competizione                                                               | Reti                                                                       | Note                                                                       |
| -------------------------------------------------------------------------- | -------------------------------------------------------------------------- | -------------------------------------------------------------------------- | -------------------------------------------------------------------------- | -------------------------------------------------------------------------- | -------------------------------------------------------------------------- | -------------------------------------------------------------------------- | -------------------------------------------------------------------------- |
| 02/03/1878                                                                 | Glasgow                                                                    | Scozia                                                                     | 7 – 2                                                                      | Inghilterra                                                                | Amichevole                                                                 | -7                                                                         |                                                                            |
| Totale                                                                     |                                                                            | Presenze                                                                   | 1                                                                          |                                                                            | Reti                                                                       | -7                                                                         |                                                                            |